# Corneliano d'Alba
Corneliano d'Alba är en ort och kommun i provinsen Cuneo i regionen Piemonte i Italien. Kommunen hade 2 146 invånare (2018).